# Медіарух
Медіару́х — неформальне об'єднання українських медіа, журналістів та громадських організацій, що відстоює дотримання журналістських стандартів у засобах масової інформації.

## Меморандум Медіаруху
Зобов'язання, які взяли на себе підписанти меморандуму Медіаруху:

| - в інформаційних жанрах (новини, підсумкові аналітичні програми, ток-шоу, дебати, журналістські розслідування, інтерв’ю тощо) бути неупередженими до всіх кандидатів; - висвітлювати позиції, дискусії або конфлікти за участі кандидатів та суб’єктів виборчого процесу збалансовано; - для визначення переліку кандидатів / партій — учасників дебатів або циклу дискусійних програм на виборчу тематику враховувати усереднені рейтинги від соціологічних фірм із високою репутацією; - надавати кандидатам та суб’єктам виборчого процесу право на відповідь або спростування інформації, яку ті вважають недостовірною; - відмовитися від розміщення чорного піару — тобто матеріалів, створених із грубими порушеннями журналістських стандартів, зокрема поширенням завідомо неправдивої інформації, що мають на меті дискредитацію учасників виборчого процесу; - подавати факти з посиланням на конкретні джерела, а думки — із зазначенням конкретних авторів, не висмикуючи цитати з контексту; - не подавати недостовірну інформацію, докладати всіх можливих зусиль для перевірки озвучених кандидатами фактів та подавати результати перевірки якомога швидше; - спростовувати неправдиву інформацію, публічно визнавати й виправляти власні помилки. |
Представники медіа, що підписали меморандум, зобов'язалися готувати якісні матеріали щодо представників різних політичних сил та кандидатів. В свою чергу громадські організації-підписанти зобов'язалися проводити достовірні моніторинги висвітлення виборчого процесу в українських ЗМІ, готувати неупереджений аналіз контенту та публікувати його результати, надавати консультації журналістам та медіа зі спірних питань.
Крім того, учасники Медіаруху зобов'язалися публічно захищати одне одного від тиску та переслідувань з боку влади, різних політичних сил, фінансово-політичних угруповань, кримінальних структур тощо.

## Учасники
Першими меморандум Медіаруху підписали низка загальнонаціональних медіа — «Перший», Українське радіо, «Громадське радіо», ІА «Укрінформ», ІА «Інтерфакс-Україна», Liga.net, «Дзеркало тижня», «Новое Время», «Цензор.нет», 5 канал, «Український тиждень», регіональні медіа, а також громадські організації — Детектор медіа, Інститут масової інформації, Національна асоціація медіа, «Інтерньюз-Україна», «Центр демократії та верховенства права», Фундація «Суспільність», «Донецький інститут інформації», «Інститут демократії імені Пилипа Орлика» та інші. До медіаруху також приєдналося інтернет-видання «Букви».
Серед індивідуальних учасників руху — Наталія Лигачова, Юлія Мостова, Сергій Рахманін, Юрій Макаров, Мирослава Барчук, Зоя Казанжи, Отар Довженко, Дмитро Хоркін, Світлана Остапа, Вадим Міський, Олексій Братущак, Леся Ганжа, Юрко Космина, Лариса Денисенко, Галина Петренко, Ігор Куляс, Юрій Луканов, Оксана Романюк, Любомир Ференс, Юлія Шестакова та ін.
Станом на лютий 2020 року Медіарух об'єднував понад 70 учасників.
Координатором медіаруху є Вадим Міський.

## Діяльність

### Комунікація влади та журналістів
Низка заяв руху стосувалися налагодження комунікації новообраного президента Володимира Зеленського зі ЗМІ.
У День журналіста, 6 червня 2019 року, Медіарух звернувся до глави держави з пропозицією низки реформ у сфері медіа, серед яких: підзвітність влади, боротьба з безкарністю, розвиток суспільного мовлення, підтримка медіареформ, запропонованих Коаліцією РПР, деолігархізація медіа, незалежність медіарегулятора та зміцнення інформаційної безпеки.

### Публічний захист журналістів та медіа
Медіарух неодноразово публічно захищав журналістів та медіа у низці резонансних ситуацій, наприклад:
- підтримав позицію екс-співробітників телеканалу ZIK після його придбання оточенням Віктора Медведчука,[2]
- висловлював занепокоєння обшуками на Національній суспільній телерадіокомпанії України та закликав не допустити блокування незалежної роботи мовника,[3]